# Georg Altmütter

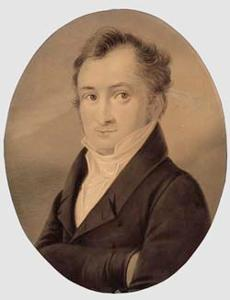
Georg Altmütter

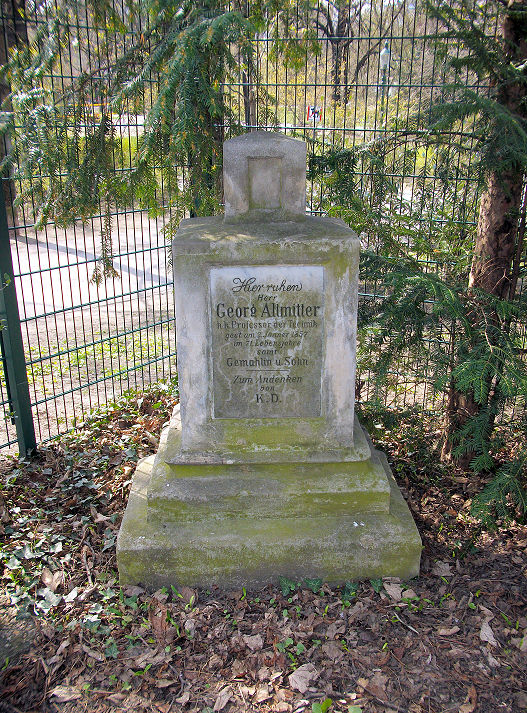
Georg Altmütters Grab im Waldmüllerpark (mit dem falschen Sterbejahr 1857)

Georg Altmütter (* 6. Oktober 1787 in Wien; † 2. Jänner 1858 ebenda) war ein österreichischer Technologe.

## Leben
Georg Altmütters Vater Mathias Altmütter (1760–1821) war ein geachteter Violinenspieler der Hofburgtheaterkapelle. Georg studierte zunächst an der Universität Wien und der Karls-Universität Prag Philosophie und Rechtswissenschaft, folgte dann aber seiner Vorliebe für Naturwissenschaften und technische Gegenstände.
Von 1813 bis 1815 war er Assistent beim Lehrfach der Physik an der k.k. Theresianischen Ritterakademie zu Wien. Danach verrichtete er noch einige Monate lang denselben Dienst am Polytechnischen Institut Wien, um dort ab Juli 1816 bis zu seinem Tode als Professor der Mechanischen Technologie, die er zur Wissenschaft erhob, zu dienen.
Um 1830 startete die österreichische Regierung eine Innovationsoffensive, um mittels einer massiven Förderung von technischer Forschung und Lehre den Agrarstaat Österreich in einen modernen, konkurrenzfähigen Industriestaat zu verwandeln.
Altmütter schuf mit dem „Fabriksproduktenkabinett“, das im Jahre 1823 20.000 Musterstücke umfasste, und seiner Werkzeugsammlung eine Einrichtungen, deren Bedeutung über die Bedürfnisse des Polytechnikums weit hinausgingen.
Er war mit Franz Grillparzer und Joseph Schreyvogel befreundet. Sein von Katharina David, der Mutter seines Sohnes Viktor, gestiftetes Grabmal befindet sich im Gräberhain des Waldmüllerparks.
Mit Karl Karmarsch verfasste er den Großteil der Artikel der 1830 von Johann Joseph von Prechtl begonnenen „Technologischen Encyklopädie“.

## Ehrungen
- In Wien-Alsergrund (9. Bezirk) wurde 1892 die Altmüttergasse nach ihm benannt.